# Хановерски кръвоследник
Хановерският кръвоследник (на немски: Hannoverscher Schweißhund) е порода кучета с немски произход. Използвана е още от Средновековието като кръвоследник и ловно куче. За първи път е призната във Франция през 1980-те и днес все още е рядка порода. Кръстоската ѝ с баварската хрътка е създала баварската планинска хрътка.

## Описание

### Външен вид
Тези късокосмести кучета могат да бъдат в различни цветове, като често се срещат екземпляри в светло и тъмночервеникаво-бежово, както и в цвят бриндл. Също така имат и черна маска. Като цяло, хановерският кръвоследник е силно конструиран, с голяма глава, силни челюсти и дълбок гръден кош. Те тежат 36 – 45 кг (80 – 99 фунта). Мъжките екземпляри са високи 50 – 55 см (19 – 22 инча), а женските – 48 – 53 см (18 – 21 инча).

### Темперамент
Както всички работни кучета, хановерският кръвоследник предпочита да живее в територия, където може да извършва необходимите физически упражнения и не е идеален за градска среда. Той е много верен по принцип, но когато следва диря, може да бъде своеволен и самостоятелен.